# Лють білої води
«Лють білої води» (швед. Järngänget) — шведський трилер 2000 року режисера Йона Ліндстрема, в якому знімались Александр Скашгорд та Білл Скашгорд.

## Сюжет
Четверо парубків Симон, Лукас, Андерс і Йон вирушають на відпочинок, де збираються поплавати на каяках. На шляху вони знайомляться з двома сестрами Марією та Сюзанною. Разом вони вирішують поставити намети та повеселитися, але молодша з сестер, Сюзанна, на ранок йде. Марія починає хвилюватися, оскільки сестра не поверталася тривалий час. Невдовзі було знайдено розбитий каяк, який належав дівчатам, але нові знайомі не могли нічого згадати про вчорашню ніч оскільки були занадто п'яними. Розпочинається поліцейське розслідування, яке перевірить на міцність дружбу чотирьох.

## У ролях
| Актор              | Роль     |
| ------------------ | -------- |
| Еміль Форселіус    | Лукас    |
| Рафаель Едгольм    | Симон    |
| Александр Скашгорд | Андерс   |
| Петер Лоренцон     | Йон      |
| Яба Гольст         | Марія    |
| Жозефін Борнебуш   | Сюзанна  |
| Пер Оскарссон      | Оке      |
| Маріка Лагеркрантц | Ліндберг |
| Агнета Екманнер    | мати     |
| Герел Крона        | Стіна    |
| Білл Скашгорд      | Классе   |
| Марія Аль          | Астрід   |
| Томас Ордссон      | Гаральд  |

## Створення фільму

### Виробництво
Зйомки фільму проходили в Норрботтені.

### Знімальна група
- Кінорежисер — Йон Ліндстрем
- Сценарист — Матс Густавссон, Ріта Гольст, Йон Ліндстрем
- Кінопродюсер — Леннарт Дунер
- Композитор — Патрік Фріск
- Кінооператор — Єнс Фішер
- Кіномонтаж — Дарек Годор
- Художник-постановник — Сесилія Борнебуш
- Художник-костюмер — Інга Брітт Адріанссон[2]

## Сприйняття
Рейтинг фільму на сайті Internet Movie Database — 4,0/10 (593 голосів).